# Liste chinesischer Hügelländer
Dies ist eine Liste chinesischer Hügelländer (丘陵,  qiūlíng), die sich sowohl auf Hochebenen, in Becken als auch in Ebenen am Meer befinden. 
- Guangdong-Guangxi-Hügelland 两广丘陵
- Huaiyang-Hügelland 淮阳丘陵
- Jiangnan-Hügelland 江南丘陵
- Liaodong-Hügelland 辽东丘陵, Ost-Liaoning
- Liaoxi-Hügelland 辽西丘陵, West-Liaoning
- Löß-Hügelland, Lößplateau
- Shandong-Hügelland 山东丘陵, Zentral- und Ost-Shandong
- Hügelland des Sichuan-Beckens 川中丘陵, Zentral-Sichuan
- Südöstliches Hügelland 东南丘陵
- Zhejiang-Fujian-Hügelland 浙闽丘陵